# Mansour Boutabout
Mansour Boutabout (ur. 20 września 1978 w Le Creusot, Francja) – algierski piłkarz, od lipca 2008 występujący w drużynie KV Kortrijk.
W Pucharze Narodów Afryki 2004 był w kadrze Algierii, z którą doszedł do ćwierćfinału i ostatecznie odpadł w meczu z reprezentacją Maroka. Dla drużyny narodowej rozegrał 22 spotkań i zdobył 6 bramek.